# سرية أبي بكر الصديق
سرية أبي بكر الصديق أحد سرايا الرسول , أرسل فيها الصحابي أبو بكر الصديق إلى بني كلاب.

## أحداث السرية
روى سلمة بن الأكوع أن الرسول بعث أبا بكر وأمره علينا ، فسبى ناسا من المشركين فقتلناهم ، فقتلت بيدي سبعة أهل أبيات من المشركين ، وما زاده الأصل على هذا من قوله إن سلمة بن الأكوع قال بعث رسول الله أبا بكر إلى فزارة الخ نسب فيه للوهم 
قال أحمد بن حنبل: «حدثنا بهز حدثنا عكرمة بن عمار، حدثنا إياس بن سلمة ، حدثني أبي قال: خرجنا مع أبي بكر بن أبي قحافة، وأمره رسول الله صلى الله عليه وسلم علينا، فغزونا بني فزارة، فلما دنونا من الماء أمرنا أبو بكر فعرسنا، فلما صلينا الصبح أمرنا أبو بكر فشننا الغارة، فقتلنا على الماء من قتلنا. قال سلمة: ثم نظرت إلى عنق من الناس فيه من الذرية والنساء، نحو الجبل وأنا أعدو في آثارهم، فخشيت أن يسبقوني إلى الجبل، فرميت بسهم فوقع بينهم وبين الجبل. قال: فجئت بهم أسوقهم إلى أبي بكر حتى أتيته على الماء، وفيهم امرأة من فزارة عليها قشع من أدم، ومعها ابنة لها من أحسن العرب. قال: فنفلني أبو بكر بنتها. قال: فما كشفت لها ثوبا حتى قدمت المدينة، ثم بت فلم أكشف لها ثوبا. قال: فلقيني رسول الله صلى الله عليه وسلم في السوق، فقال لي: يا سلمة هب لي المرأة، قال: فقلت والله يا رسول الله لقد أعجبتني، وما كشفت لها ثوبا. قال: فسكت رسول الله صلى الله عليه وسلم وتركني، حتى إذا كان من الغد لقيني رسول الله صلى الله عليه وسلم في السوق فقال: يا سلمة ، هب لي المرأة، لله أبوك. قال: فقلت يا رسول الله والله لقد أعجبتني وما كشفت لها ثوبا. وهي لك يا رسول الله. قال: فبعث بها رسول الله صلى الله عليه وسلم إلى أهل مكة، وفي أيديهم أسارى من المسلمين، ففداهم رسول الله صلى الله عليه وسلم بتلك المرأة».